# Снежинка (песня «Несчастного случая»)
«Снежи́нка» — песня из спектакля «День радио» (2001) и фильма «День выборов» (2007) театра «Квартет И», которую, согласно сценарию, исполняет дуэт некоммерческой песни «Двое против ветра». Текст и слова песни — Алексей Кортнев.
В спектакле роли участников дуэта исполняют музыканты «Несчастного случая» Алексей Кортнев и Дмитрий Чувелёв, в фильме — Андрей Макаревич и Георгий Мартиросьян (в спектакле «День выборов» эта песня не используется).
Является одной из самых удачных и популярнейших песен спектакля «День радио», и одной из трех песен по этой причине перекочевавших в экранизацию следующего спектакля «День выборов» (две других — пародия на шансон «Ночной ларёк» и поп-музыку конца 90-х «Учительница первая моя»).

## Характеристика
Песня, которую исполняют артисты, наряженные в свитера («в свитер грушинского барда, в вязаной шапочке лыжника»), представляет собой пародию на авторскую песню. По мнению критика, это «гимн поколения и молитва советского интеллигента, в которой пронзительная убогость текста гениально положена на три гитарных аккорда», также употребляется прилагательное «культовая».
Некоторые указывают, что это один из самых известных хитов Кортнева или, по крайней мере, самых узнаваемых. Образы, описанные в песне, стали практически нарицательными: так, Кортневу на 10-летнем юбилее спектакля вручили специальный приз — сало, спички и 8-томник Тургенева. В 2010 году на джем-сейшене с президентом Дмитрием Медведевым музыкант исполнял именно «Снежинку».
В 2000-е годы, утомлённые её популярностью, участники группы «Несчастный случай» иногда заявляли на концертах, что её по просьбам слушателей петь не будут. По словам Кортнева, это одна из двух «гробовых плит» — песен, на которые наложен мораторий (первой стали «Генералы песчаных карьеров»).

В какой-то момент мы возили с собой с концерта на концерт специально вырезанный из белого материала запретительный знак, на котором была нарисована снежинка, перечеркнутая красной полосой. Этот знак лежал на сцене под рукой, и время от времени, когда начиналась какая-то буча в зале, кто-нибудь из музыкантов или из наших техников подходил и поднимал эту зарисовку, и после этого концерт продолжался (А. Кортнев).

### Вариации текста
Из-за своего содержания песня особо любима определенными спортивными фанатами. Ставшая крылатой строчка «И отдельно, с большим наслажденьем, я кладу на московский „Спартак“» вызывала особенный восторг у петербургских слушателей, поэтому одно время Кортнев публично поклялся никогда не петь «Снежинку» в Петербурге на концертах. Но когда спектакль «День радио» приехал на гастроли в город, Кортнев был вынужден исполнить песню. Строчку он заменил, посвятив ее коллизии с Аршавиным и его переходом в лондонский «Арсенал». Однажды по просьбе организаторов мероприятия из-за присутствия на нем некого «хозяина» команды Кортнев заменил строчку на «Я кладу на мадридский „Реал“». Эта же строчка вызывала восторг и в других городах. Когда «Зенит» в 2010 году стал чемпионом России, эту песню по просьбе слушателей на чествовании команды специально исполнил Сергей Галанин под простую гитару в Ледовом дворце, причем певца поразило, что этой песне подпевают лучше, чем его «Стране чудес».
Существует у Кортнева версия песни, где новая строчка посвящена Собянину (вместо Лужкова в оригинальной версии), есть и вариант «в этом месте я клал на Лужкова, а теперь больше не на что класть».

## Реклама
В 2015 году компания Макдоналдс пригласила Кортнева и Чувелева записать её для своего рекламного ролика «Биф Аля Рус с беконом», где музыканты повторили свой выход в свитерах.